# Trzebielino
Trzebielino (kaszb. Trzebielënò, niem. Treblin) – wieś w Polsce położona w województwie pomorskim, w powiecie bytowskim, w gminie Trzebielino, w pobliżu jeziora Trzebielskiego (Trzebielińskiego) i przy trasie drogi krajowej nr . Miejscowość jest siedzibą sołectwa Trzebielino w którego skład wchodzą również Szczyciec i Toczek.
W latach 1975–1998 miejscowość administracyjnie należała do województwa słupskiego.
Miejscowość jest siedzibą gminy Trzebielino, nadleśnictwa oraz placówki Ochotniczej Straży Pożarnej.

## Nazwa
Nazwę miejscowości Trzebielino zawdzięczamy niemieckiemu słowu „Treblin”, co w dosłownym jego znaczeniu oznacza wycinkę lasu.

## Historia
Trzebielino stanowiło centrum zachodniej części włości Puttkamerów. Puttkamerowie władali Trzebielinem do 1945 roku. Wieś została wymieniona przez pomorskiego geografa Eilhardusa Lubinusa w 1612 roku jako teren zamieszkały przez Wendów. W XVIII wieku mieszkało tutaj 12 kmieci i 6 zagrodników oraz funkcjonowała kuźnia. W 1836 roku przeprowadzono w Trzebielinie uwłaszczenie chłopów. Mimo prowadzonej przez Puttkamerów akcji kolonizacyjnej do ostatniej wojny miejscowa ludność używała kaszubskich nazw części przysiółków. Po wojnie wśród osadników główny trzon stanowili także Kaszubi z okolic Kartuz, Kościerzyny i Chojnic. Dzięki Puttkamerom w połowie II tysiąclecia ziemia trzebielińska zaczęła się bardzo intensywnie rozwijać pod względem urbanistycznym, gospodarczym i handlowym.

## Zabytki
Według rejestru zabytków NID na listę zabytków wpisane są:
- kościół ewangelicki, obecnie rzymskokatolicki parafialny pw. Niepokalanego Serca NMP, 1688-91, 1888, nr rej.: A-270 z 26.03.1960. Posiada skromny detal, spłaszczony hełm baniasty na wieży, w wyposażeniu barokowy ołtarz[6]
- neoklasycystyczny pałac w Trzebielinie von Puttkamerów z 1810 r., pocz. XIX, XIX/XX w., nr rej.: A-430 z 18.03.1965[7], posiada dwa niesymetryczne ryzality z końca XIX w[6].
- szachulcowy dwór (dom nr 7), XVII, XVIII, XIX w., nr rej.: 617 z 30.08.1966 (nie istnieje?)
- kuźnia z podcieniem, XVIII/XIX w., nr rej.: 271 z 26.03.1960 (nie istnieje).

Ponadto we wsi znajduje się plebania z 2 połowy XIX w. i szachulcowy młyn wodny z 2 połowy XIX wieku.